# Реглан

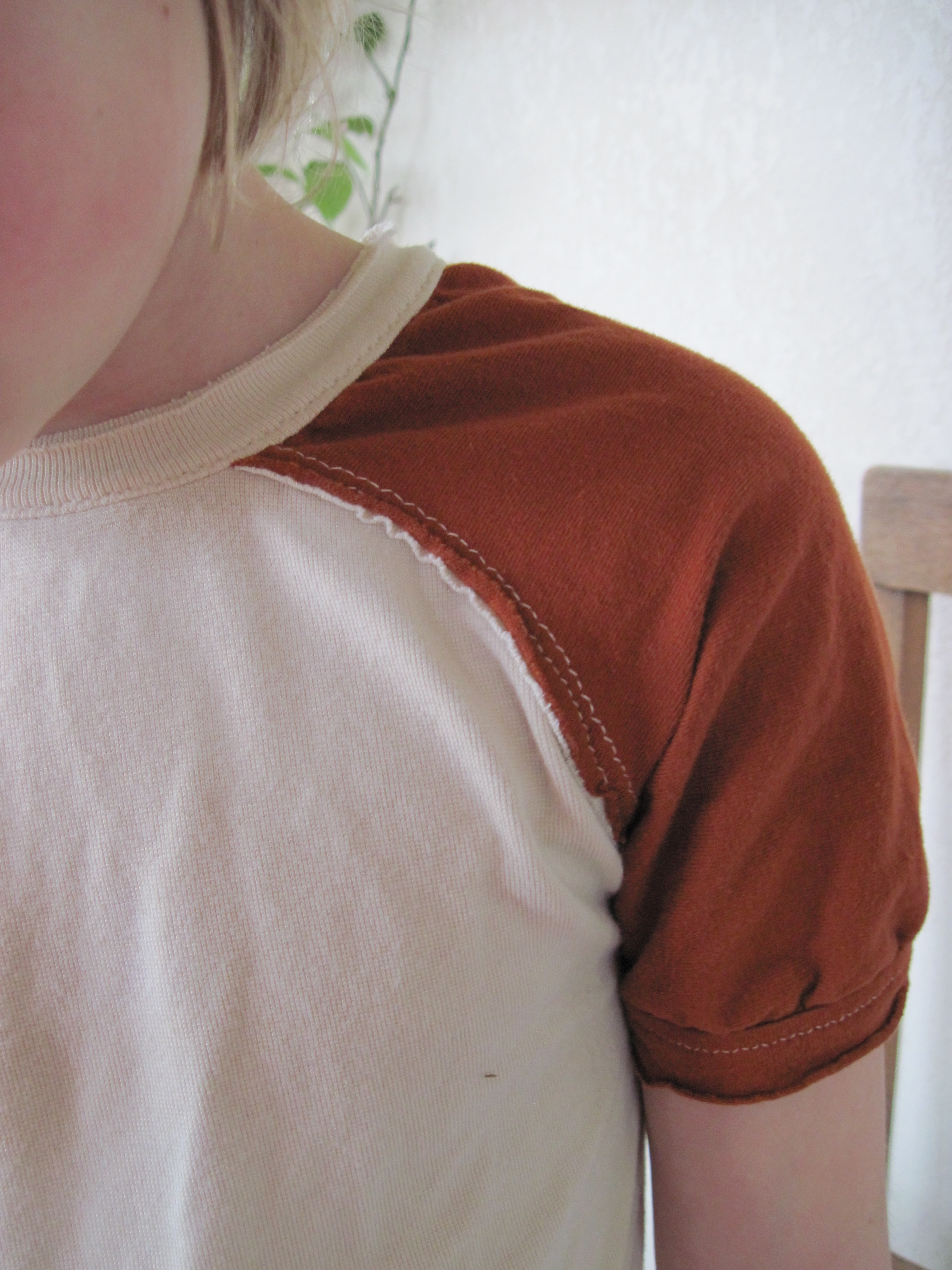
Типовой реглан

Регла́н — вид покроя рукава одежды, при котором рукав выкраивается вместе с плечевой частью переда (полочки) и спинки изделия.

## История

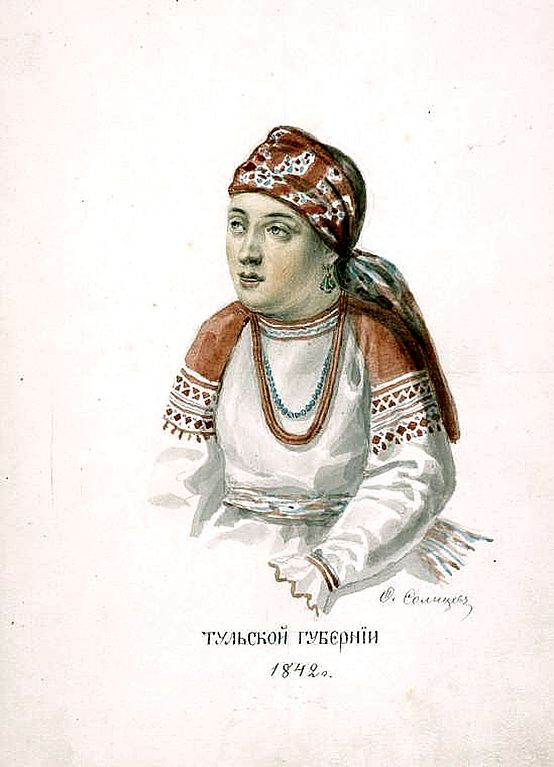
Девушка Тульской губернии в вышитой рубашке с рукавом-«регланом», 1842 год. «Одежды Русского государства». Акварели Ф. Г. Солнцева.

Этот вид рукава назван по имени британского фельдмаршала барона Реглана, потерявшего правую руку в Битве при Ватерлоо (1815 год) и носившего одежду с таким видом рукава, чтобы немного скрыть данный недостаток. Упоминание о реглане впервые появилось в английской литературе примерно в 1862 году.
Считается, что реглан изобретён англичанами во время Крымской войны 1853—1856 годов. Многочисленные дожди подтолкнули к этому изобретению — вода не проникала под одежду из-за отсутствия шва.
В то же время на одной из акварелей русского художника XIX века Фёдора Солнцева, датированной ещё 1842 годом, есть изображение девушки из Тульской губернии в вышитой рубашке с типичным рукавом такого типа.

## Виды
По форме линии проймы
- Типовой реглан — линия проймы проходит ниже точек вершин горловины переда и спинки на 1,5—5 см, плавно опускаясь сверху вниз. Линия проймы прерывается линией горловины переда и спинки.
- Нулевой реглан — линия проймы проходит от точки вершины горловины переда до точки вершины горловины спинки, плавно опускаясь сверху вниз. Линия проймы примыкает к линии горловины.
- Полуреглан — линия проймы проходит от середины линии плеча. Между горловиной и проймой есть промежуток в области плеча.
- Реглан-погон — линия проймы проходит от горловины параллельно линии плеча, плавно переходя в линию проймы втачного рукава.
- Фантазийный реглан — нижняя часть линии проймы как у втачного рукава, верхняя — произвольной формы (например, переходящая в кокетку).

По форме рукава
- Отвесные с разнообразным оформлением проймы.
- Мягкой формы.

По количеству швов рукава
- Одношовные.
- Двухшовные.
- Трёхшовные.